# Montenegró hívójelkörzetei
Montenegró jelenleg (2024) nincs hívójelkörzetekre bontva.
Montenegró a Jugoszláviától örökölt 4O prefix teljes tartományát használja, részben nem hívatalosan.

## Montenegró hívójelkörzetei[1][2][3]
| Prefix   | Terület/jelleg                                     |
| -------- | -------------------------------------------------- |
| 4O0      | Jugoszlávia (fenntartott)                          |
| 4O1      | Jugoszlávia (speciális)                            |
| 4O[3..4] | Montenegró teljes területe                         |
| 4O4      | Kivezetve (Bosznia-Hercegovina, kivezetett)        |
| 4O5      | Montenegró teljes területe (Macedónia, kivezetett) |
| 4O[6..8] | Jugoszlávia (speciális)                            |
| 4O9      | Jugoszlávia (fenntartott)                          |

## Lajstromjel
Vízi és légi járművek lajstromjelezéséhez a YU prefixet használják.